# Zuidelijke distelzadelmot
De zuidelijke distelzadelmot (Epiblema cirsiana) is een vlinder uit de familie bladrollers (Tortricidae). De wetenschappelijke naam is voor het eerst geldig gepubliceerd in 1843 door Zeller.
De soort komt voor in Europa.